# 早野薫
早野 薫（はやの かおる、1992年〈平成4年〉12月12日 - ）は、日本の元歌手、作詞家、元声優、元舞台女優、ヨガインストラクター。女性アイドルグループ・AKB48の元メンバー。東京都出身。血液型A型。2012年から2019年までは早乃 香織（読み同じ）名義で活動した。

## 略歴
幼少の頃から歌やピアノなどの音楽に触れており、小学校低学年の時は家で歌っていた。親からは「歌手になればいいんじゃない？」と言われていたり、母に色々な舞台を見に連れて行ってもらっていたりしていたという。
小学4年生の時、母に「ダンスを習いたい」と言ってミュージカルスクールに入り、ステージの楽しさに気づき、「舞台の達人になりたい」と思った。スクールに入った翌年からオーディションを受けて数多くのミュージカルや舞台に出演していた。
2004年、女性ミュージカル集団、東京リトルメッツに所属
2006年2月26日、『第二期AKB48追加メンバーオーディション』に合格。同年4月1日、AKB48劇場でのチームK初日公演において公演デビュー。
中学時代にアニメ好きの兄の影響で深夜アニメに熱中して『ひぐらしのなく頃に』などを観て「声優さんってすごいな」と思った。その時にキャラソンを聴いてすごく興味を持った。中学時代は美術部に所属して、部室で漫画を読んでいたという。
高校時代は通っていた高校はアニメ好きが多く、クラスは「アニオタクラス」と言われていた。文化祭では友人とコスプレをしていたという。
2009年2月15日、トヨタオフィスに移籍。同年4月26日にNHKホールで開催された『「神公演予定」*諸般の事情により、神公演にならない場合もありますので、ご了承ください。』をもってAKB48を卒業した。
のちにトヨタオフィスのタレント部門分社化のため、センスアップに移籍。学業優先のため、一時期芸能活動は休業状態となる。
2012年6月、早乃香織として「スカイブルーの向こう側」で歌手デビューし、芸能活動に復帰。また、同時期に声優事務所のフィーノに移籍している。その時は「声優をやってみたい」と思っており、その事務所のスタッフと会って「声優を目指して歌をやらないか？」と話をもらい、「ぜひやってみたいです」と歌のインディーズ活動を始めたという。
2013年1月発売のPlayStation Vita専用ソフト『限界凸騎 モンスターモンピース』（コンパイルハート）のピリカ役で声優デビュー。
2014年6月、1stワンマンライブ「Prelude -プレリュード-」を四谷LOTUSにて開催。
2014年7月、神田沙也加主演ミュージカル『ひめゆり』にちよ役で出演。
2014年11月、メキシコ・モンテレイ「45CJMC」にゲストライブ出演。
2014年12月、5thシングル「記憶のフェリーチェ」が発売。オリコンデイリーランキング11位。同月、2ndワンマンライブ「Felice -フェリーチェ-」を原宿ASTRO HALLにて開催。
法政大学卒業。
2015年9月、「zero-A PLUS」よりメジャーデビュー。
2015年12月、メキシコ・カンクン「EXPO COMICS CANCUN」にゲストライブ出演。同月、3rdワンマンライブ「First Movement」をマウントレーニアホール渋谷プレジャープレジャーにて開催。
2020年1月6日にTwitterの公式アカウントにて、フィーノから退所を発表。また、活動名義を早野薫に戻した。6月1日にTwitterの公式アカウントにて、フラクタルスタジオへの所属を発表。
2020年7月、ヨガインストラクターの資格を取得し、ヨガを中心としたYouTubeチャンネルを開設。2022年現在、芸能事務所には無所属かつTwitterのプロフィールは「元女優・元声優・フリーランスのヨガインストラクター」としており、芸能活動は引退状態、表立った活動はヨガインストラクターのみとなっている。
2022年1月11日、中学時代の同級生と結婚したことをTwitterで報告した。

## 人物
愛称はかおるりん。
趣味はアニメ、マンガ、ゲーム、映画・舞台鑑賞。特技はダンス、茶道、ガーデニング。

## 出演

### テレビアニメ
- けものフレンズ（2017年、アクシスジカ[9]）
- イケメン戦国◆時をかけるが恋は始まらない（2017年、ミケ）
- 実験品家族 -クリーチャーズ・ファミリー・デイズ-（2018年、通行人女性）

### ゲーム
2013年
- フェアリーフェンサー エフ（挿入歌歌唱）
- 〜聖魔導物語〜（リーリカ
- 限界凸騎 モンスターモンピース（ピリカ）

2015年
- ガルティア（挿入歌歌唱）

2016年
- 軍神召喚†アークナイツ（ランスロット、ドレスナイト）
- バトって! オトギ戦争（玉藻前、冷徹なる貴婦人）
- クラシックダンジョン 戦国（主題歌歌唱）
- アイドル事変（愛場純）
- 車なごコレクション（トヨタ・クラウン〈初代〉、トヨタ・2000GT）

2017年
- メギド72（マイネ）
- 限界凸城 キャッスルパンツァーズ（ララレイ、主題歌歌唱）
- Song of Memories（Dream 4 You  MISAKI、挿入歌歌唱）
- ハコニワカンパニワークス（主題歌歌唱）
- ヘルプ!!!恋が丘学園おたすけ部（鎌苅あかり）

### ナレーション
2015年
- iOS/Android『イケメン戦国◆時をかける恋』TV CM

2016年
- iOS/Android『イケメン戦国◆時をかける恋』TV CM
- iOS/Android『サンリオ男子〜わたし、恋を、知りました。〜」TV CM
- TV アニメ『イケメン戦国』特報動画

### 舞台
- ミュージカル座『ひめゆり』ちよ 役（シアター1010）
- ミュージカル座『ひめゆり』みさ 役（シアター1010）
- ミュージカル座『スター誕生』ミーちゃん（鈴木美智子）役（キンケロ・シアター）
- ミュージカル座『月に歌えば』かぐや姫、月、他役（ウッディシアター中目黒）
- レジェンドステージ『イケメン戦国 THE STAGE』シリーズ - ヒロイン・水崎舞 役
  - イケメン戦国 THE STAGE〜真田幸村編〜（2017年4月19日 - 23日、銀座博品館劇場）[21]
  - イケメン戦国 THE STAGE〜織田軍VS”海賊” 毛利元就編（2017年8月30日 - 9月3日、銀座博品館劇場）[22]
  - イケメン戦国 THE STAGE〜織田信長編〜（2018年4月5日 - 9日、シアター1010）
  - イケメン戦国 THE STAGE〜上杉謙信編〜（2019年2月21日 - 24日、サンシャイン劇場）
- ミュージカル座『ひめゆり』みさ 役（シアター1010）
- DMF『クレプトキング 』貝塚咲雪役（六行会ホール）
- ミュージカル座『スター誕生』（2018年1月10日 - 14日、中目黒キンケロ・シアター） - ミーちゃん（鈴木美智子） 役[23]
- 三ツ星キッチンミュージカル『FAMILY』雪子役（西早稲田ラビネスト）
- ミュージカル座『トラブルショー』栗原あけみ役（IMAホール）
- 忍法浪漫剣劇 百花百狼 〜戦国忍法帖〜 月下丸の章、霞役（スペースゼロ）
- ミュージカル座『プロパガンダ・コクピット』タレント役（IMAホール）
- 「舞台『暗転エピローグ』～高校演劇プロジェクト～」（2019年8月15日 - 18日、中目黒キンケロ・シアター） - 林菜奈子 役

### テレビ
2013年
- テレビ東京『ALL NIGHT MUSIC』「Betelgeuse Beat」MV出演
- 静岡朝日テレビ『コピンクス!』（サラ役）

2014年
- テレビ神奈川他『未来定番曲』出演
- テレビ東京『ALL NIGHT MUSIC』「Betelgeuse Beat」MV出演

2015年
- テレビ神奈川他『未来定番曲』出演
- テレビ東京『ALL NIGHT MUSIC』「記憶のフェリーチェ」MV出演

2019年
- 千葉テレビ『センチネル2/THE NEXT』出演

### ラジオ
2012年
- InterFM『76Records』（DJ：布施貴美子）ゲスト出演
- InterFM『TECHNOS COLLEGE YOUNG BLOOD』（DJ：ユージ）ゲスト出演

2014年
- レインボータウンFM『Weekend Fun!!』メインパーソナリティ
- FM-PORT『Radio mixture』（ナビゲーター：野沢直子）ゲスト出演

2015年
- レインボータウンFM『Weekend Fun!!』メインパーソナリティ
- ListenRadio『光央とMachicoのカフェ・ド・ボイス・ダイアリー』ゲスト出演
- FM NACK5『キラスタ』ゲスト出演
- FM NACK5『i Meet Up』ゲスト出演
- 文化放送 超! A&G ARTIST ZONE『THE CATCH』ゲスト出演

2016年
- レインボータウンFM『Weekend Fun!!』メインパーソナリティ
- 響 - HiBiKi Radio Station -『日本一ラジオ』ゲスト出演

2017年
- レインボータウンFM『Weekend Fun!!』メインパーソナリティ
- ニコニコ生放送『Dream 4 YouのDream for Live』MISAKI役レギュラー出演
- 響 - HiBiKi Radio Station -『日本一ラジオ』ゲスト出演
- ニコニコ生放送『ヘルプ!!!〜恋が丘学園放送部〜』

2018年
- レインボータウンFM『Weekend Fun!!』メインパーソナリティ
- ニコニコ生放送『Dream 4 Youの『Dream For Live‼』Season2』MISAKI役レギュラー出演

2019年
- レインボータウンFM『Weekend Fun!!』メインパーソナリティ(2019/12/21卒業)

### ライブ ・イベント
2012年
- 「InterFM 76Records Presents ガールズ☆サミット76」＠恵比寿Livegate Tokyo
- 「Lunaphilia〜鋼鉄の黙示録II〜」＠渋谷スターラウンジ
- 「ZIZZ Meets Wonder（ジミワン）Vol.14」＠日本橋ワイン＆ダーツバーD出演

他多数出演
2013年
- 「ZIZZ Meets Wonder（ジミワン）Vol.20」＠日本橋ワイン＆ダーツバーD
- 「アニバンGirls 」＠恵比寿LIVEGATE TOKYO 主催&MC

他多数出演
2014年
- 『45CJMC』@メキシコ・モンテレイ イベント内単独ライブ
- 12/12 2nd One-man LIVE「Felice -フェリーチェ-」＠原宿ASTRO HALL
- 06/06 1st One-man LIVE「Prelude -プレリュード-」＠四谷LOTUS
- 隔週 定期公演「プチッっとかおるりん」開催@駒沢Strawberry fields

2015年
- 12/21早乃香織ワンマンライブ「First Movement」@マウントレーニアホール渋谷プレジャープレジャー
- 「EXPO COMICS CANCÚN」@メキシコ・カンカン イベント内単独ライブ
- 06/06 早乃香織3周年記念主催ライブ「かおるりんMANIA」@TSUTAYA O-nest
- 月1回 早乃香織定期公演「Knight de Night」@四谷LOTUS

他多数出演
2016年
- 「Saboten Con」アメリカ・フェニックス イベント内単独ライブ
- 「Supanoba Expo」オーストラリア・ブリスベン イベント内単独ライブ
- 「マチアソビ」MISAKI役
- 「Dream 4 You LIVE ACT -First Touch-」@恵比寿クレアート MISAKI役
- 月1回 早乃香織定期公演「真・Kight de Night」@四谷LOTUS

他多数出演
2017年
- 「Dream 4 You DreamLive!!2017〜Memories〜」@秋葉原ZEST MISAKI役
- 「GRISLIVE 2017」@原宿アストロホール MC&ゲストボーカル
- 「アニゲーマロイド」@TSUTAYA O-Crest
- 月1回 早乃香織定期公演「超・Kight de Night」@四谷LOTUS

2018年
- 「LIVE.EXE♪2018!!〜2nd BLASTOFF〜」@白金高輪SELENE MISAKI役
- 「LIVE.EXE♪2018!!〜1st ignition〜」@新宿MARZ MISAKI役
- 「DreamLive2018!!〜Dreams〜」@新宿MARZ MISAKI役
- 月1回 早乃香織定期公演「AKIBA de Kight 」@秋葉原ZEST

2019年
- 朗読劇＆ライブ「THE ART NIGHT Vol.2」@秋葉原ZEST

## 作品

### 配信限定シングル
1. メ□セージ(feat.サラ)（2012年11月14日発売）
静岡朝日テレビ『コピンクス!』のサラのキャラクターボイス担当として

### シングル
1. スカイブルーの向こう側（2012年7月25日発売）
c/w 夏茜
2. Betelgeuse Beat（2012年10月31日発売）
c/w Rigel Voice
3. FIRE BirD（2014年2月26日発売）
c/w 花信奮迅、la la citta
4. リナリア（2014年7月30日発売）
c/w All Our Might Tonight、女神の追憶
5. 記憶のフェリーチェ（2014年12月9日発売）
c/w プレリュード（TYPE A&B)
c/w Jewelingle Bells（TYPE C&D)

### アルバム
アイドルーチュ!Vol.0(2015年4月22日)
3. シャボン玉　(早乃香織/和泉蛍)

 Prelude（2015年9月30日）
1. プレリュード（アルバム表題曲 5th Single c/w曲）
2. 記憶のフェリーチェ（5th Single）
3. 花信奮迅（PlayStation Vitaソフト『〜聖魔導物語〜』挿入歌）
4. All Our Might Tonight（PlayStation 3ソフト『フェアリーフェンサー エフ』挿入歌）
5. 女神の追憶（PlayStation 3ソフト『フェアリーフェンサー エフ』挿入歌）
6. Puluchra terra（PCゲーム『GALTIA』挿入歌）
7. la la la città（PlayStation Vitaソフト『〜聖魔導物語〜』挿入歌）
8. Puppets In The Dark（ソーシャルゲーム『Unlight - アンライト- English Ver.』テーマソング）
9. Resolve! -レソルウェ-（PlayStation 4専用ソフト『Song of Memories』キャラクターソング）
10. FIRE BirD（3rd Single）
11. リナリア（4th Single）
12. 鍵言葉（初CD化 オリジナル曲）

【Type-A ボーナストラック】
13.スカイブルーの向こう側 -ZIZZ STUDIO Rearrange ver.- （1st Single 新録バージョン）
14.夏茜-ZIZZ STUDIO Rearrange ver.- （1st Single c /w 新録バージョン）
【Type-B ボーナストラック】
13.Betelgeuse Beat （2nd Single）
14.Rigel Voice （2nd Single c /w）
【Type-C ボーナストラック】
13.プレリュード -English Version- （新録）
14.Jewelingle Bells （5th Single c /w）
 Shall we GAME?（2018年6月6日）
1. 桜花戦嵐（PlayStation Vita専用ソフト『クラシックダンジョン 戦国』主題歌）
2. ハコニワアンビション（PlayStation 4専用ソフト『ハコニワカンパニーワークス』主題歌）
3. 射止めて★My heart（PlayStation 4専用ソフト『限界凸城キャッスルパンツァーズ』オープニングテーマ曲）
4. 虹色ハーモニー（PlayStation 4専用ソフト『限界凸城キャッスルパンツァーズ』エンディングテーマ曲）
5. Singing breeze (Acoustic Ver.)（PlayStation 4専用ソフト『Song of Memories』挿入歌のアコースティックバージョン）
6. 星に願いをかけるなら（PlayStation Vita専用ソフト『イケメン戦国♦時をかける恋 新たなる出逢い』エンディングテーマ曲）

### サウンドトラック
2013年
- 「〜聖魔導物語〜」オリジナルサウンドトラック（「花信奮迅 〜ラスボスのテーマ〜」「la la la citta 〜街のテーマ〜」）
- 「フェアリーフェンサー エフ」オリジナルサウンドトラック（「All Our Might Tonight」「女神の追憶」）

## AKB48での参加楽曲

### シングルCD選抜楽曲
- 「制服が邪魔をする」に収録
  - Virgin love - チームK名義
- 「夕陽を見ているか?」に収録
  - 夕陽を見ているか?（ひまわり2.0Mix）
- 「ロマンス、イラネ」に収録
  - ロマンス、イラネ（ひまわり 2nd 2.0 Mix）
- 「大声ダイヤモンド」に収録	
  - 大声ダイヤモンド (team K ver.) - チームK名義
- 「ラブラドール・レトリバー」に収録
  - 今日までのメロディー

### 劇場公演ユニット曲
チームK 1st Stage「PARTYが始まるよ」公演
- クラスメイト

 チームK 2nd Stage「青春ガールズ」公演
- 雨の動物園

 チームK 3rd Stage「脳内パラダイス」公演
- くるくるぱー

 ひまわり組 1st Stage「僕の太陽」公演
- アイドルなんて呼ばないで	
※峯岸みなみのスタンバイ

 ひまわり組 2nd Stage「夢を死なせるわけにいかない」公演
- Bye Bye Bye	
※峯岸みなみのスタンバイ

 チームK 4th Stage「最終ベルが鳴る」公演
- 初恋泥棒